# Calosoma cancellatum
Calosoma cancellatum är en skalbaggsart som beskrevs av Johann Friedrich von Eschscholtz. Calosoma cancellatum ingår i släktet Calosoma och familjen jordlöpare. Inga underarter finns listade i Catalogue of Life.